# Nebraska (film)
Nebraska è un film del 2013 diretto da Alexander Payne, con protagonista Bruce Dern.
Presentato in concorso alla 66ª edizione del Festival di Cannes, il film ha ricevuto il premio per la Miglior interpretazione maschile attribuito all'attore Bruce Dern.

## Trama
Woody Grant è un vecchio padre di famiglia alcolizzato che crede di aver vinto un milione di dollari grazie ad un concorso della Mega Sweepstakes Marketing. Decide così di mettersi in viaggio, dal Montana al Nebraska, a piedi. Suo figlio David, dopo vari tentativi di dissuaderlo, decide di accompagnarlo in macchina, lasciandogli credere che il cospicuo premio sia reale. Sua moglie Kate è contraria al viaggio, ma accetterà di venire nella cittadina in cui viveva prima dove il marito e il figlio hanno fatto sosta prima di raggiungere la città di Lincoln. Per l'occasione ci sarà una rimpatriata di famiglia. Dopo che la falsa notizia della vincita si è diffusa, i vecchi amici e alcuni parenti inizieranno a pretendere dei soldi da Woody, ma quando scopriranno che la vincita è fasulla lasceranno perdere. Arrivato a Lincoln, Woody chiede di riscattare il premio ma verrà confermato che non è lui il vincitore, e quindi tornerà a casa con David, che gli compra un furgone nuovo (come il padre desiderava). Dopo il viaggio il rapporto tra il padre e il figlio è notevolmente rafforzato.

## Produzione

### Riprese

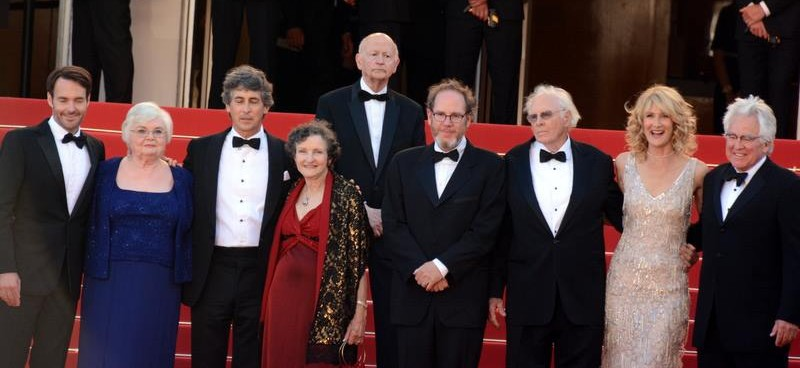
Il cast al Festival di Cannes 2013

Le riprese del film sono iniziate nel mese di ottobre, sono terminate il 7 dicembre 2012 e si sono svolte nello stato del Nebraska. Questo è il quarto film di Alexander Payne che viene girato in Nebraska, stato in cui è nato lo stesso regista; gli altri film sono La storia di Ruth, donna americana, Election e A proposito di Schmidt. Il film è stato girato interamente in bianco e nero.
Il budget del film è stato di circa 13 milioni di dollari.

### Cast
Per il ruolo principale furono considerati inizialmente gli attori Gene Hackman, Robert Forster, Jack Nicholson e Robert Duvall. Anche Bryan Cranston fece un'audizione per il ruolo principale, ma il regista non lo ritenne adatto alla parte.
Gli attori Matthew Modine, Paul Rudd e Casey Affleck furono considerati per il ruolo di David Grant, ma alla fine venne scelto Will Forte.

## Distribuzione
La prima clip del film è stata mostrata durante la 66ª edizione del Festival di Cannes e subito dopo è stata diffusa online.
La pellicola è stata presentata il 23 maggio 2013 durante la 66ª edizione del Festival di Cannes.
Il film è stato distribuito a partire dal 22 novembre 2013 nelle sale cinematografiche statunitensi e dal 16 gennaio 2014 in quelle italiane.

## Riconoscimenti
Nel settembre 2019 il Guardian ha posizionato il film al ventinovesimo posto dei cento migliori film prodotti dopo il 2000.
- 2014 – Premio Oscar
  - Candidatura Miglior film
  - Candidatura Miglior regista a Alexander Payne
  - Candidatura Miglior attore protagonista a Bruce Dern
  - Candidatura Miglior attrice non protagonista a June Squibb
  - Candidatura Miglior sceneggiatura originale a Bob Nelson
  - Candidatura Miglior fotografia a Phedon Papamichael
- 2014 – Golden Globe
  - Candidatura Miglior film commedia o musicale
  - Candidatura Miglior regista a Alexander Payne
  - Candidatura Miglior attore in un film commedia o musicale a Bruce Dern
  - Candidatura Migliore attrice non protagonista a June Squibb
  - Candidatura Migliore sceneggiatura a Bob Nelson
- 2014 – Premio BAFTA
  - Candidatura Miglior attore protagonista a Bruce Dern
  - Candidatura Miglior sceneggiatura originale a Bob Nelson
  - Candidatura Miglior fotografia a Phedon Papamichael
- 2013 – National Board of Review of Motion Pictures
  - Migliori dieci film dell'anno
- 2014 – Satellite Awards
  - Miglior attrice non protagonista a June Squibb
  - Candidatura Miglior attore ad Bruce Dern
- 2014 – Writers Guild of America Award
  - Candidatura Miglior sceneggiatura originale per il cinema a Bob Nelson
- 2014 – Screen Actors Guild Awards
  - Candidatura Miglior attore protagonista a Bruce Dern
  - Candidatura Miglior attrice non protagonista a June Squibb
- 2013 – Festival di Cannes
  - Miglior interpretazione maschile per Bruce Dern
  - Candidatura Palma d'oro a Alexander Payne
- 2014 – Independent Spirit Awards
  - Miglior sceneggiatura d'esordio a Bob Nelson
  - Candidatura Miglior film
  - Candidatura Miglior regista ad Alexander Payne
  - Candidatura Miglior attore a Bruce Dern
  - Candidatura Miglior attrice non protagonista a June Squibb
  - Candidatura Miglior attore non protagonista a Will Forte
- 2014 – Critics' Choice Movie Award
  - Candidatura Miglior film
  - Candidatura Miglior attore a Bruce Dern
  - Candidatura Miglior attrice non protagonista a June Squibb
  - Candidatura Miglior cast corale
  - Candidatura Miglior sceneggiatura originale a Bob Nelson
  - Candidatura Miglior fotografia a Phedon Papamichael
- 2013 – Los Angeles Film Critics Association
  - Miglior attore a Bruce Dern
- 2014 – ACE Eddie Awards
- Candidatura Miglior montaggio per una commedia o musical a Kevin Tent
- 2014 – American Society of Cinematographers Awards
  - Candidatura Miglior direzione della fotografia a Phedon Papamichael
- 2014 – Costume Designers Guild Awards
  - Candidatura Miglior costumi per un film contemporaneo